# هورنی دوبنانی
هورنی دوبنانی (به چکی: Horní Dubňany) یک منطقهٔ مسکونی در جمهوری چک است که در ناحیه زنویمو واقع شده‌است. هورنی دوبنانی ۶٫۷۳ کیلومتر مربع مساحت و ۳۰۷ نفر جمعیت دارد و ۳۴۸ متر بالاتر از سطح دریا واقع شده‌است.